# Mikropille
Die Mikropille ist eine hormonelle Verhütungsmethode für die Frau. Eine Mikropille besteht aus einer Kombination aus einem Gelbkörperhormon (Gestagen) und einem Follikelhormon (Östrogen). Sie ist eine Weiterentwicklung der klassischen Antibabypille, von der die Mikropille sich durch eine deutlich verringerte Hormondosis unterscheidet. Die Mikropille wird  bisweilen mit der Minipille (welche nur Gestagene enthält) verwechselt. Durch die Kombination aus Östrogenen und Gestagenen verhindert die Mikropille den Eisprung (Ovulationshemmung) und, falls es doch zu einem Eisprung gekommen ist, die Befruchtung der Eizelle oder deren Einnistung in die Gebärmutter.
Der Pearl-Index der Mikropille gleicht bei geringeren Hormondosen dem der herkömmlichen Pille (0,1 – 0,9).
Die Kosten werden in Deutschland bis zum vollendeten 22. Lebensjahr (bis 28. März 2019 vollendeten 20. Lebensjahr) von der gesetzlichen Krankenversicherung übernommen.